# کی‌قباد
کَی‌قُباد (به اوستایی: 𐬐𐬀𐬎𐬎𐬌 𐬐𐬀𐬎𐬎𐬁𐬙𐬀 ت.ت. 'کَوی‌کَوات')، در اسطوره‌شناسی ایرانی نخستین پادشاه و بنیان‌گذار دودمان کیانیان است. گویند این دودمان از او آغاز و تداوم می‌یابد. پس از مرگ منوچهر، پسرش نوذر به روی کار آمد ولی به‌دلیل بی‌تدبیری او کشور به هرج و مرج افتاد و پشنگ پادشاه توران که فرصت را مناسب دید، برای انتقام خون نیای خود تور، پسرش افراسیاب را با هدف کشورگشایی با سپاهی گران به ایران فرستاد و در نهایت ایران شکست خورد و نوذر به دست افراسیاب کشته شد.
کی‌قباد در زمان پادشاهی‌اش، پس از چندین سال از جنگ‌های ایران و توران، با پشنگ شاه توران صلح می‌کند و پایتخت خود را از تمیشه در تبرستان (که پایتخت پیشدادیان بود)، به استخر در پارس تغییر می‌دهد و آنجا را پایتخت خود می‌خواند.
| وزانجا سوی پارس اندر کشید  |  | که در پارس بد گنجها را کلید |
| نشستنگه آن گه به اسطخر بود |  | کیان را بدان جایگه فخر بود  |
| جهانی سوی او نهادند روی    |  | که او بود سالار دیهیم جوی   |
| به تخت کیان اندر آورد پای  |  | به داد و به آیین فرخنده‌رای  |

— فردوسی
پس از آن‌که نوذر شاه ایران در جنگ با تورانیان به‌دست افراسیاب اسیر و سپس کشته شد، به‌دلیل این‌که بزرگان ایران توس و گستهم فرزندان وی را لایق پادشاهی نمی‌دیدند شخص دیگری به نام زَو را به شاهی برگزیدند. پس زال با مشورت موبدان و خردمندان، زَو که از نژاد فریدون و فردی سالخورده بود را به عنوان پادشاه ایران‌زمین انتخاب نمودند. در دوران پادشاهی زو به دلیل خشکسالی جنگ میان ایران و توران پایان یافت. پس از زو، پسرش گرشاسپ به پادشاهی رسید اما پس از نه سال حکومت، او نیز درگذشت و تخت پادشاهی ایران خالی ماند. پس از مرگ گرشاسپ آخرین شاه از سلسلهٔ پیشدادیان، افراسیاب بار دیگر تصمیم به لشکرکشی به ایران گرفت. اما دودمان فریدون هنوز از میان نرفته بود. خبر رسید از نژاد فریدون جوانی خردمند به نام کیقباد در البرزکوه زندگی می‌کند. زال پس از مشورت با بزرگان و موبدان، او را به عنوان پادشاه انتخاب کرده و در یک مأموریت سری، پسرش رستم را برای آوردن کیقباد به البرزکوه فرستاد. پس از جلوس کیقباد بر تخت ایران، تورانیان که به ایران هجوم آورده بودند هزیمت یافته و برگشتند.

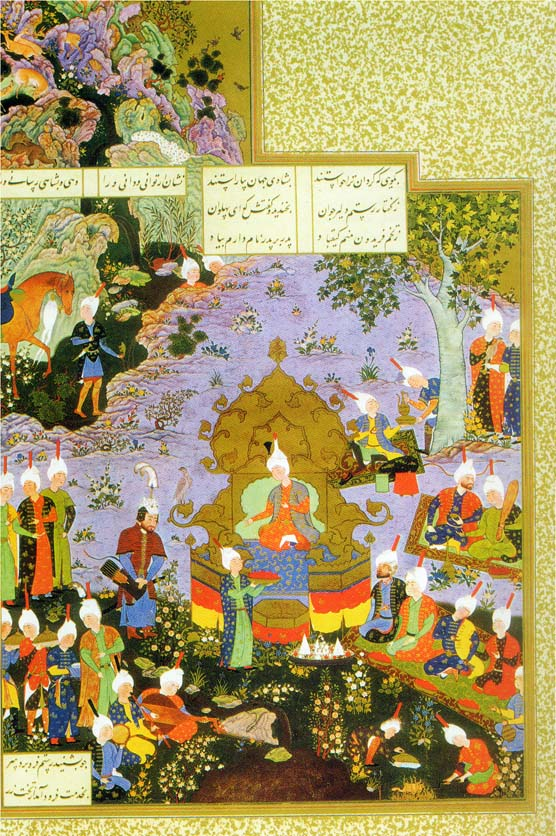
آوردن کی‌قباد از البرز کوه به‌دست رستم و به پادشاهی نشاندن آن نگاره‌ای از شاهنامهٔ تهماسبی متعلق به دورهٔ صفوی

در تاریخ بلعمی از کی‌قباد و فرزندانش چنین یاد شده است:
«و (کی‌قباد) دخترِ مهتری از مهتران ترکستان به زنی کرده بود. و او را از آن زن پنج فرزند آمد؛ نام‌های ایشان یکی کی‌افنه و کی‌کاووس و کی‌آرش و کی‌پشین و کی‌بیه و کی به زبانِ پهلوی نیکو بود و این همه فرزندانِ کیقباد بودند. وی مَلکِی با عدل و داد بود و جهان‌آباد کرد و خراج نستد مگر عُشر. پس نشست به بلخ داشتی، به لبِ جیحون بدان حد که میان او بود و میان ترکان. و صد سال پادشاهی کرد. و آن قصه‌های بنی‌اسرائیل که از پسِ موسی بود همه در عهد کیقباد بود».

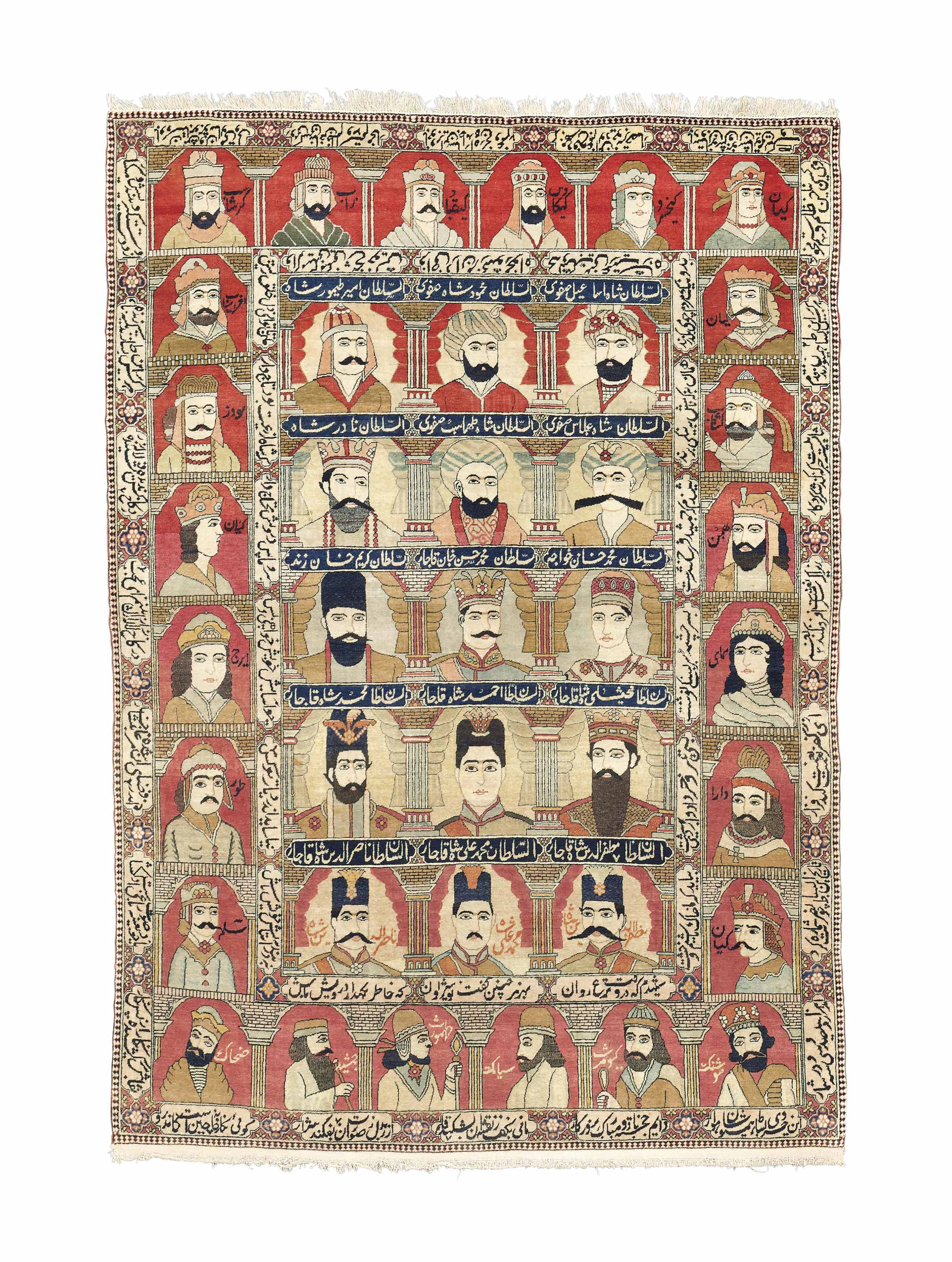
یک فرش کهن کاشانی از دورهٔ قاجاری که دور تا دور آن نقش پادشاهان اسطوره‌ای ایران قرار گرفته‌اند. در میانهٔ آن، نگارهٔ چند تن از شاهان ایران نوین جا داده شده است.